# 中山路 (台中市海線)
中山路為臺灣臺中市海線地區的重要道路，縱貫沙鹿、清水、大甲等三區，彼此間的市區也仰賴這條道路來往，屬於臺一線的一部分。呈相南—北走向的L型道路，東接省道台10線的中清路，北連苗栗縣苑裡鎮的省道臺一線（中山路），全長約29公里。

## 行經行政區域
- 沙鹿區
- 清水區
- 大甲區

## 分段
在大甲區分為兩段，在台一線改行外環道後，兩段間橫跨大安溪的古橋大安溪橋停止通行。
- 一段：清水區－大安溪堤防
- 二段：大安溪堤防－苑裡鎮

## 本道路客運
臺中市市區公車
| 編號   | 業者       | 路線                                 | 行駛區間                                                                 |
| ------ | ---------- | ------------------------------------ | ------------------------------------------------------------------------ |
| 500延  | 台中客運   | 臺中車站-清水                        | 學園街－三田國小                                                         |
| 92     | 豐原客運   | 豐原－大安國中                       | 水源路－文武路                                                           |
| 93     | 台中客運   | 高鐵臺中站－大甲區銅安厝             | 沙田路－苗栗縣界                                                         |
| 95     | 中台灣客運 | 六福公園－外埔老人文康中心           | 沙田路－台灣大道七段、中清路八段－順天路、光明路－水源路                 |
| 95副線 | 中台灣客運 | 六福公園－外埔老人文康中心－土城     | 沙田路－台灣大道七段、中清路八段－順天路、光明路－水源路                 |
| 97     | 東南客運   | 國立苑裡高中－大甲銅安厝－臺中航空站 | 苗栗縣苑裡鎮中山路－幼獅工業區－大安溪、大甲車站－中華北路－學園街       |
| 111    | 巨業交通   | 清水－梧棲觀光漁港                   | 中正街－鰲峰路                                                           |
| 128    | 台中客運   | 大雅－清水                           | 清水區文昌街－鰲峰路                                                     |
| 170    | 豐原客運   | 大甲體育場－梧棲                     | 文武路－甲南路                                                           |
| 171    | 豐原客運   | 大甲－大安港                         | 文武路－東安路                                                           |
| 181    | 苗栗客運   | 大甲區公所－苑裡                     | 文曲路－臨江路                                                           |
| 182    | 豐原客運   | 豐原－清水（經新庄）                   | 中興街－學園街                                                           |
| 183    | 豐原客運   | 豐原－台中港郵局（經新庄）             | 高美路／五權東路－學園街                                                 |
| 185    | 豐原客運   | 豐原－清水（經東山）                 | 中興街－學園街                                                           |
| 186    | 豐原客運   | 豐原－台中港郵局（經東山）           | 高美路／五權東路－學園街                                                 |
| 210    | 豐原客運   | 大甲車站－土城                       | 大甲車站－水源路                                                         |
| 211    | 豐原客運   | 大甲體育場－豐原（經土城）           | 大甲車站－水源路                                                         |
| 211區  | 豐原客運   | 泰安－新政大安港路口                 | 大甲車站－水源路                                                         |
| 212    | 豐原客運   | 大甲體育場－豐原（經水美）           | 文武路－水源路                                                           |
| 213    | 豐原客運   | 大甲體育場－豐原（經下后里）         | 文武路－水源路                                                           |
| 214    | 豐原客運   | 后里馬場－大甲車站                   | 大甲車站－水源路                                                         |
| 215    | 豐原客運   | 大甲體育場－豐原（經麗寶樂園）       | 文武路－水源路                                                           |
| 238    | 豐原客運   | 豐原－台中港郵局（經沙鹿）           | 台灣大道七段/三民路－沙田路                                              |
| 239    | 豐原客運   | 豐原－梧棲                           | 高美路－學園街                                                           |
| 290    | 台中客運   | 干城站－童綜合醫院(梧棲院區)         | 沙田路－台灣大道七段                                                     |
| 303    | 統聯客運   | 港區藝術中心－新民高中               | 鰲峰路－光大路                                                           |
| 304    | 台中客運   | 新民高中－港區藝術中心               | 臺灣大道七段－五權東路                                                   |
| 305    | 巨業交通   | 大甲－鹿寮－臺中車站－大甲           | 去程：大甲郵局－臺灣大道七段，回程：大甲郵局－沙鹿區和平街（巨業沙鹿站） |
| 306    | 巨業交通   | 清水－梧棲－臺中車站－清水           | 清水區文昌街－鰲峰路、臺灣大道七段（沙鹿大橋）－臺灣大道七段／三民路     |

公路客運
| 路線編號 | 固有編號 | 營運區間                   | 經營業者 | 收費方式 | 備註           |
| -------- | -------- | -------------------------- | -------- | -------- | -------------- |
| 5807     |          | 新竹－後龍（經頭份）       | 苗栗客運 | 里程     | 與5808合併行駛 |
| 5808     |          | 後龍－大甲（經通霄、苑裡） | 苗栗客運 | 里程     | 與5807合併行駛 |
| 5814     |          | 苗栗－大甲（經山腳）       | 苗栗客運 | 里程     |                |

## 沿線設施
（由東南到北）

| 沙鹿區 （往東接中航路） 中清路、 - 臺中市立公明國民中學 國道三號176 沙鹿沙鹿交流道 台灣大道七段（中棲路） - 臺中市沙鹿區竹林國民小學 - 臺中市立沙鹿工業高級中等學校 - 巨業交通沙鹿總站 - 沙田路（往沙鹿車站） - 中華郵政沙鹿郵局 - 童綜合醫院沙鹿院區 - 勞動部勞動力發展署中彰投分署沙鹿就業服務站 - 財政部中區國稅局沙鹿稽徵所第一辦公室 - 臺中市政府地方稅務局沙鹿分局 - 中華郵政沙鹿鹿寮郵局 - 臺中市沙鹿區鹿峰國民小學 - 臺中市政府海線服務中心 - 臺灣臺中地方法院沙鹿簡易庭 | 清水區 - 清水車站 三民路一段 - 臺中市立清水高級中等學校 學園路 - 臺中市政府衛生局清水區衛生所 - 中華郵政清水郵局 鰲峰路（臺中市政府警察局清水分局） - 時代影城二館 台鐵海岸線 五權路（臺中市清水區西寧國民小學） 高美路 中華路 - 臺中市政府警察局清水分局三田派出所 中央北路 中華北路 - 玉聖寺 - 台中港車站 國道四號 護岸路 中華北路 - 大甲溪大橋 | 大甲區（一段） 經國路 文曲路 - 臺中市立大甲高級中等學校 - 順安醫院 - 大甲車站 蔣公路（往大甲鎮瀾宮） - 臺中市政府消防局大甲分局 - 臺中市政府警察局大甲分局 - 臺中市政府警察局大甲分局大甲派出所 文武路 - 中華郵政大甲郵局 - 臺中市大甲區大甲國民小學 - 大同醫院 - 永信藥品 成功路（往鐵砧山風景區） 經國路 大安溪 | 大甲區（二段） （一、二段大安溪橋停止通行使用） - 臺中市立日南國民中學 - 日南車站 - 臺中市政府警察局大甲分局日南派出所 臨江路 - 中華郵政大甲日南郵局 - 臺中市大甲區日南國民小學 黎明路（大甲區） 順帆路 - 大甲幼獅工業區 幼獅路 經國路 （往北接中山路（苗栗苑裡）） |